# John Palmer (rugby à XV)
Pour les articles homonymes, voir John Palmer et Palmer.
Pas d'image ? Cliquez ici

a Compétitions nationales et continentales officielles uniquement.

b Matchs officiels uniquement.
Dernière mise à jour le 26 décembre 2024.
John Anthony Palmer, né le 13 février 1957 à Malte, est un joueur de rugby à XV, qui a joué avec l'équipe d'Angleterre, évoluant au poste de centre. 

## Carrière
Il a disputé son premier test match le 2 juin 1984, à l’occasion d’un match contre l'équipe d'Afrique du Sud, et le dernier contre l'équipe d'Irlande, le 1er mars 1986.

## Palmarès
- 3 sélections avec l'équipe d'Angleterre
- Sélections par année : 2 en 1984, 1 en 1986
- Tournoi des Cinq Nations disputé :  1986